# انجيلو داميانو
انجيلو داميانو (بالإيطالية: Angelo Damiano)‏ مواليد 30 سبتمبر 1938 في إيطاليا، هو دراج إيطالي سابق. سبق أن شارك في دورة الألعاب الأولمبية الصيفية وفاز بميدالية أولمبية.

## الميداليات
| الميدالية | المسابقة                       |
| --------- | ------------------------------ |
| ذهبية     | الألعاب الأولمبية الصيفية 1964 |

## روابط خارجية
- انجيلو داميانو على موقع أرشيف الدراجات (الإنجليزية)
- انجيلو داميانو على موقع CycleBase (الإنجليزية)
- انجيلو داميانو على موقع اللجنة الأولمبية الدولية (الإنجليزية)
- انجيلو داميانو على موقع أوليمبيديا (الإنجليزية)
- انجيلو داميانو على موقع اللجنة الأولمبية الإيطالية (الإيطالية)